# Marcus Vercellius Flavus
Marcus Vercellius Flavus (vollständige Namensform Marcus Vercellius Marci filius Voltinia Flavus) war ein im 1. Jahrhundert n. Chr. lebender Angehöriger des römischen Ritterstandes (Eques).
Durch ein Militärdiplom, das auf den 9. April 79 datiert ist, ist belegt, dass Flavus 79 Kommandeur der Ala Gallorum et Thracum Constantium war, die zu diesem Zeitpunkt in der Provinz Syria stationiert war. Er war in der Tribus Voltinia eingeschrieben.